# Argyrophylax discreta
Argyrophylax discreta là một loài ruồi trong họ Tachinidae.